# Alfred Ki-Zerbo
Pour les articles homonymes, voir Zerbo (homonymie).
Alfred Simon Diban Ki-Zerbo (vers 1875-1980) est un catéchiste burkinabè considéré comme  le « Premier chrétien de Haute-Volta ». D'après Monseigneur Zéphirin Toe, il serait le chef de file de 500 000 chrétiens d'Afrique du Nord-Ouest.

## De l'esclavage à la liberté

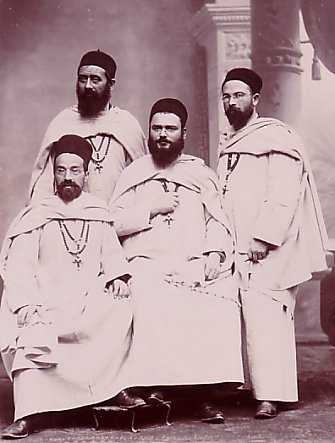
Le Père Hacquard entouré de trois de ses confrères (1894)

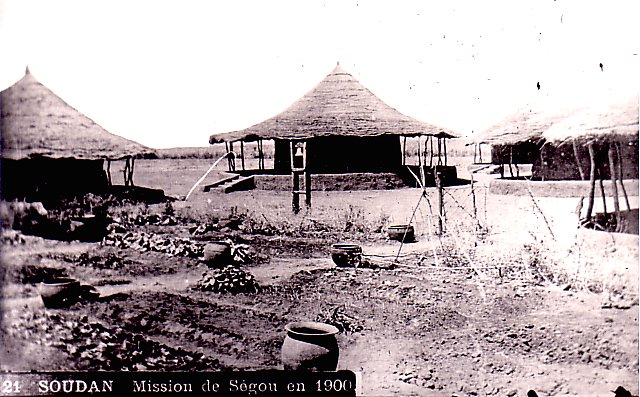
Mission de Ségou (1900)

Diban Ki-Zerbo est né vers 1875 à Da, près du village de Tougan au sud du Pays Samo (actuel Burkina-Faso). À l'âge de 17 ans, alors qu'il s'en va avec son frère travailler au champ de l'un de leurs oncles, les deux jeunes gens sont capturés par des inconnus et vendus séparément comme esclaves sur le marché de Kabarga (actuel Mali). Diban Ki-Zerbo ne reverra plus jamais son frère. Diban Ki-Zerbo tente à deux reprises de s'échapper, en vain, se remémorant un proverbe de son clan : 
« Quand on frappe un homme sur sa tête, le lâche baisse la tête, le brave relève la tête ».
Deux fois repris, l'adolescent subit de la part de son maître des traitements de plus en plus inhumains. Diban Ki-Zerbo ne se décourage pas et tente une troisième fois de s'échapper en 1899. Il racontera avoir été soutenu dans son évasion par une « jeune femme pleine de lumière » qu'il identifiera plus tard à la Vierge Marie pour qui il professera toute sa vie une grande dévotion, ne quittant jamais son chapelet. 
Il est recueilli par les pères blancs de l'église de Ségou (actuel Mali) dont le supérieur est l'abbé Augustin Hacquard. Il reçoit le baptême le 6 mai 1901, prend les prénoms d'Alfred Simon et apporte son aide à la mission. Il est bientôt catéchiste et évangélise le Pays Mossi (actuel Burkina-Faso).

## Le retour à Toma
En 1914, la Première Guerre mondiale met l'Europe à feu et à sang. Le conflit s'étend aux empires coloniaux des belligérants en Afrique. En 1916, pendant la guerre du Bani-Volta, les pères blancs envoient Alfred Simon dans sa famille à Toma où il sera plus en sécurité puis ils se réfugient à Ouagadougou.
Alfred Simon Diban Ki-Zerbo se marie deux fois. Sa descendance est nombreuse, dont l'historien et homme politique burkinabè Joseph Ki-Zerbo qui est le mari de Jacqueline Coulibaly.
En 1975, Alfred Simon Ki-Zerbo se rend en pèlerinage à Rome avec le cardinal Paul Zoungrana. Il est présenté au pape Paul VI qui, par respect pour le grand âge autant que pour l'action du vieil homme et au-delà du cérémonial, lui cède sa place sur le trône pontifical.
En 1980, le catéchiste centenaire est hospitalisé. Le pape Jean-Paul II, en voyage pastoral en Afrique, lui envoie sa bénédiction. De son lit d'hôpital, Alfred Ki-Zerbo écoute à la radio la messe célébrée à Ouagadougou le 10 mai 1980 par le souverain pontife. Il rend son âme à Dieu au moment même où le successeur de Saint-Pierre prononce la bénédiction finale.
Baptisé sous Léon XIII et décédé sous Jean-Paul II, Alfred Diban Ki-Zerbo a vécu sous les règnes de tous les papes du XXe siècle.